# 德魯日尼亞河

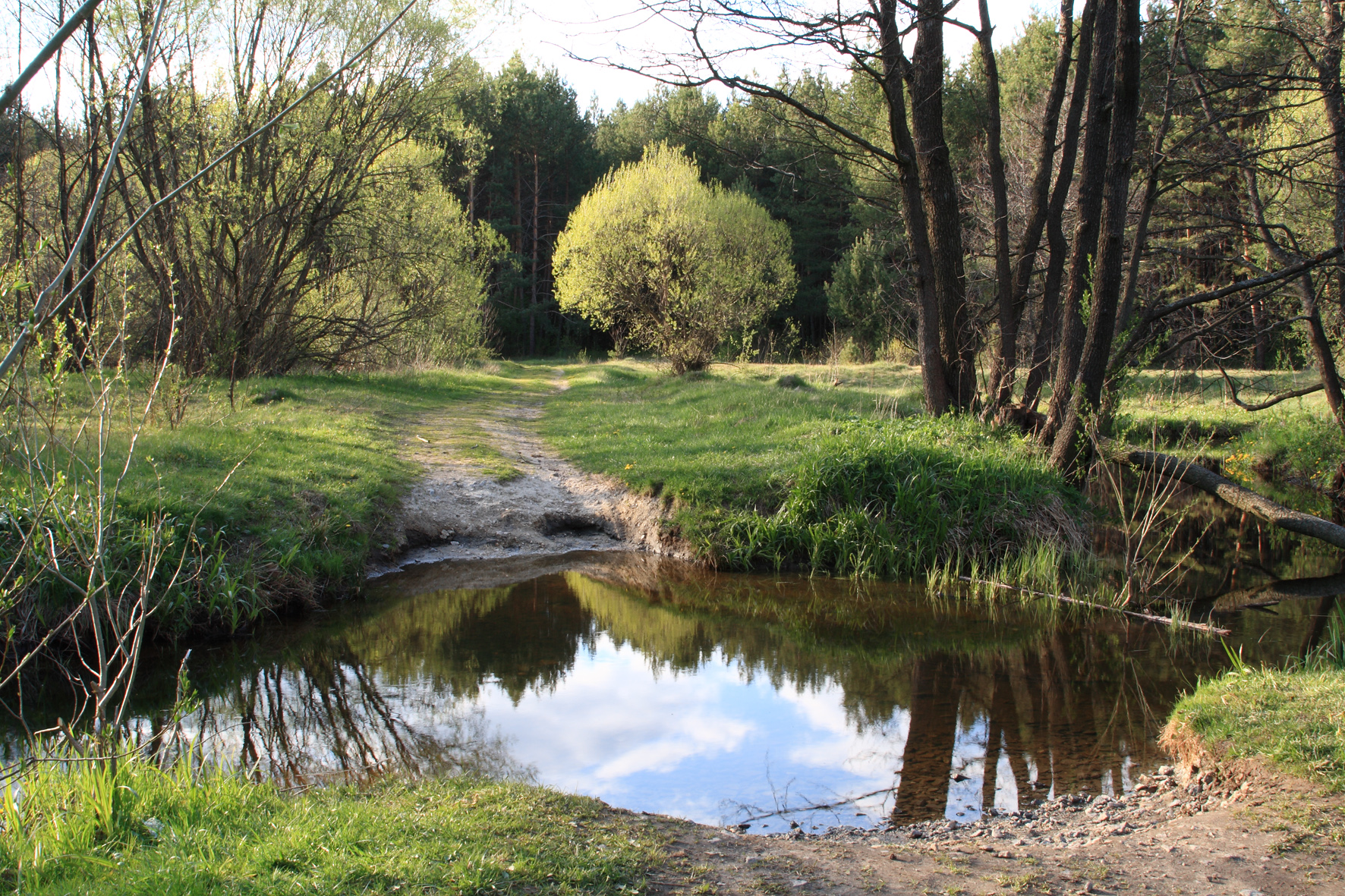

德魯日尼亞河（烏克蘭語：Дружня），是烏克蘭西部的河流，屬於霍莫拉河的支流。該河發源自波利亞納，流經赫梅利尼茨基州的舍佩蒂夫卡區，河道全長12公里，流域面積90.6平方公里。